# Trenczyn
Trenczyn (słow. Trenčín, węg. Trencsén, niem. Trentschin, łac. Laugaricio, gr. Λευκάριστος) – miasto powiatowe w zachodniej Słowacji nad rzeką Wag, stolica kraju trenczyńskiego. Znany ze średniowiecznego zamku, położonego na górze nad miastem. Pod koniec 2019 roku, z liczbą mieszkańców wynoszącą ponad 55 tys., Trenczyn zajmował ósme miejsce wśród najludniejszych słowackich miast.

## Historia

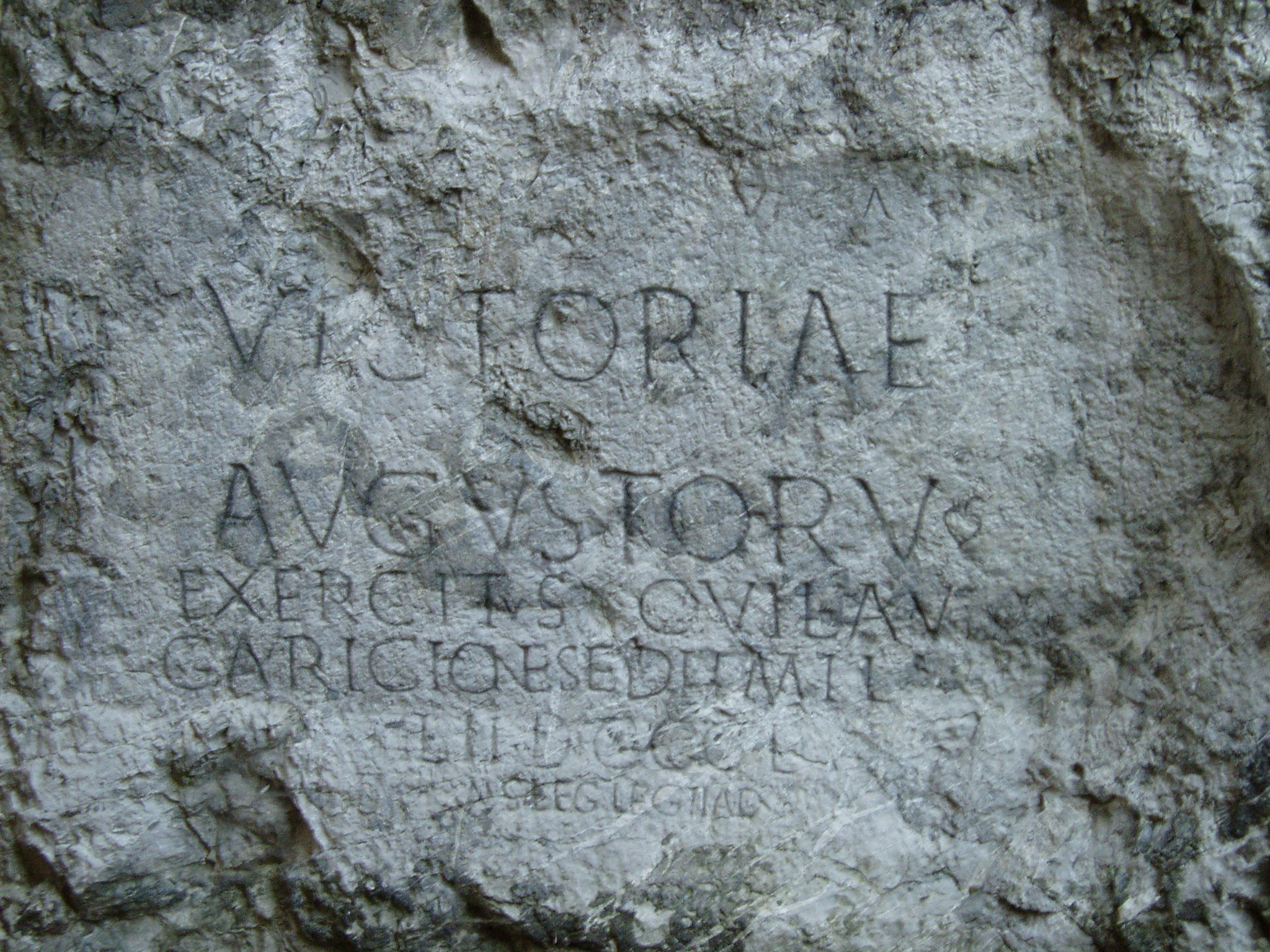
Inskrypcja rzymska z łacińską nazwą Laugaricio, II wiek.

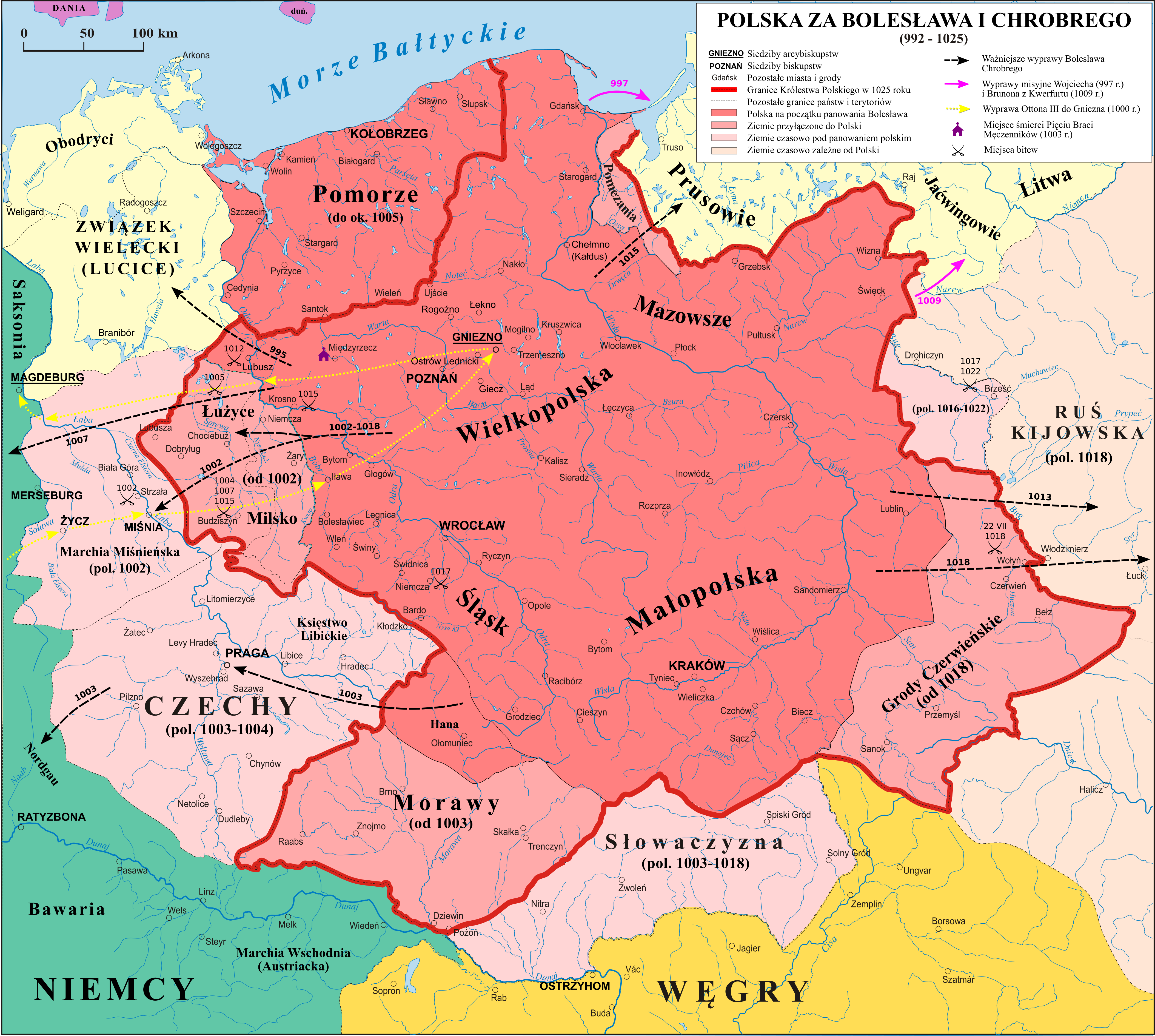
Trenczyn w granicach Polski za Bolesława Chrobrego

Najstarsze ślady osadnictwa na terenie dzisiejszego Trenczyna pochodzą z IV tysiąclecia p.n.e.
Ok. 179 w Laurgaricio położonym na terenie dzisiejszego Trenczyna przebywał legion rzymski po stoczonej bitwie z plemionami germańskimi w trakcie wojen markomańskich. Dowodem tego jest zachowana inskrypcja łacińska wyryta na skale: VICTORIAE AVGVSTORV(m) EXERCITVS, QUI LAVGARICIONE SEDIT MIL (ites) L (egionis) I IDCCCLV...IANS LEG (atus) LEG (ionis) (Marcus Valerius Maxim)ian(u)s I I AD (iutricis), CVR (avit) F (aciendum) (Na pamiątkę zwycięstwa legiony cesarskie zimujące w Laurgaricio w sile 855 żołnierzy. Napis polecił wykonać legat Marcus Valerius Maximianus).

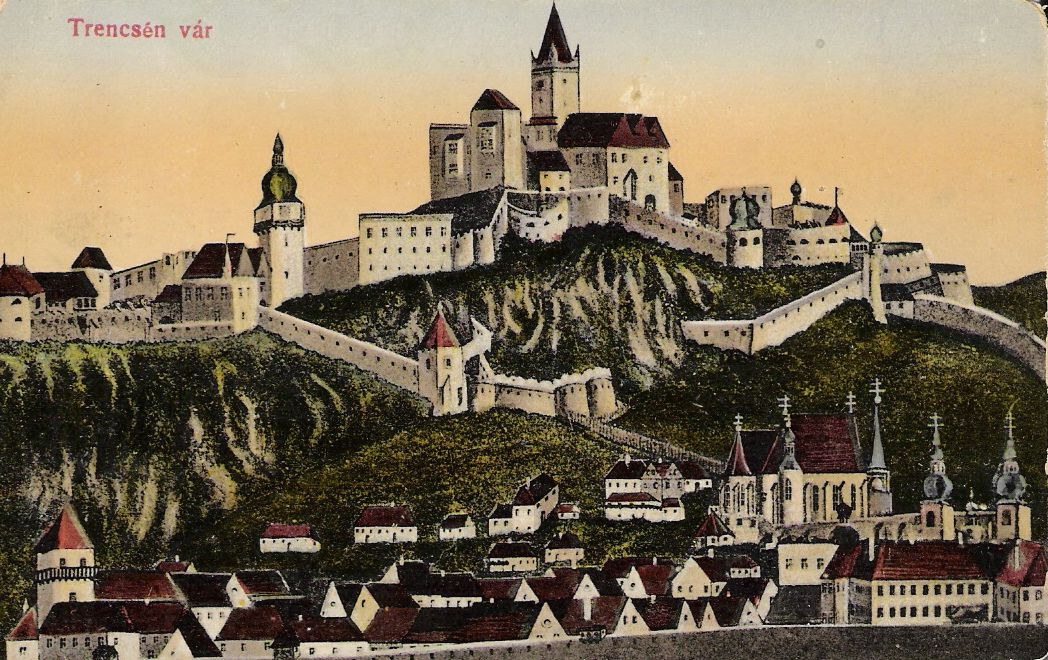
Trenczyn ok. 1700 r.

Na początku XI wieku osada leżała w granicach państwa Bolesława Chrobrego, po czym między rokiem 1017 a 1031 została przyłączona do Węgier, w granicach których pozostała przez kolejne 900 lat. Trenczyn został stolicą komitatu, a siedziba administracji mieściła się na tutejszym zamku. W XIII wieku Trenczyn znajdował się w posiadaniu węgierskiego rodu Csesznekyich, któremu w 1302 król Wacław III odebrał gród i przekazał Mateuszowi Czakowi. Węgierski możnowładca uczynił zamek swą siedzibą rodową, a pod jego rządami Trenczyn przeżywał rozkwit. W polskiej historii Trenczyn zapisał się w 1335 jako miejsce zawarcia układu w Trenczynie pomiędzy Polską a Czechami. W 1412 król Zygmunt Luksemburski nadał miastu prawa wolnego miasta królewskiego. W XVII wieku miasto przeżyło oblężenie wojsk tureckich, pozostało niezdobyte. W czasie powstania Rakoczego w 1708 miejsce bitwy pomiędzy węgierskimi kurucami a wojskami Habsburgów. W XVIII wieku przebudowano Trenczyn w stylu barokowym, a w XIX wieku nastąpił rozkwit miasta związany z uprzemysłowieniem i doprowadzaniem linii kolejowych.
W 1918 Trenczyn został utracony przez Węgry na rzecz nowo powstałej Czechosłowacji. Od roku 1939 znajdował się w granicach marionetkowej Republiki Słowackiej – formalnie do roku 1945, ale po powstaniu słowackim w 1944 r. znalazł się pod okupacją niemiecką. Zdobyty 10 kwietnia 1945 przez Armię Czerwoną i oddziały rumuńskie.

## Zabytki
- Zamek
- Kościół farny Narodzenia Marii Panny, wzniesiony w XIV w., przebudowany w XV i XVI w.
- Farské schody z XVI w.
- Zespół dawnej zabudowy miejskiej
- Kościół pijarów pw. św. Franciszka Ksawerego z XVII-XVIII w.
- Klasztor pijarów z XVII-XVIII w.
- Dom Żupny, sięgający XV w., przebudowywany w XV, XVII i XVIII w., współcześnie muzeum
- Kolumna Trójcy Przenajświętszej (Kolumna morowa) z XVIII w.
- Kaplica św. Anny z XVIII w.
- Kościół ewangelicki z XVIII w.
- Pałac Miejski, współcześnie galeria malarstwa
- Synagoga z XX w.

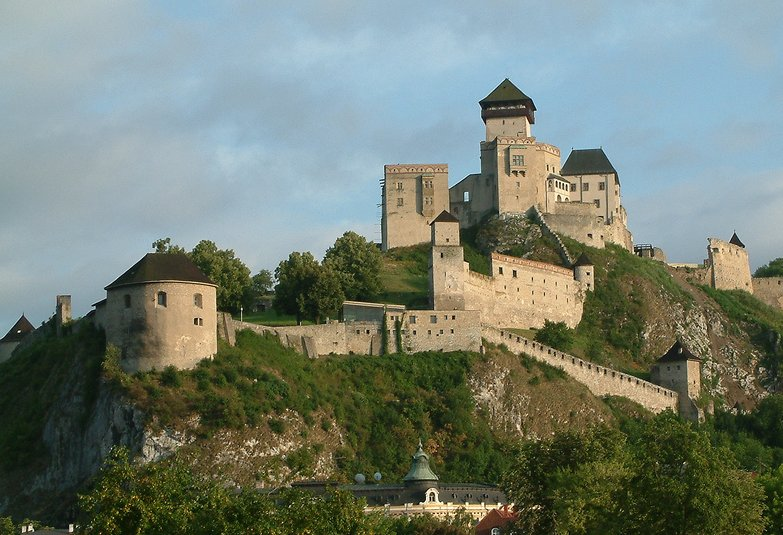
Zamek
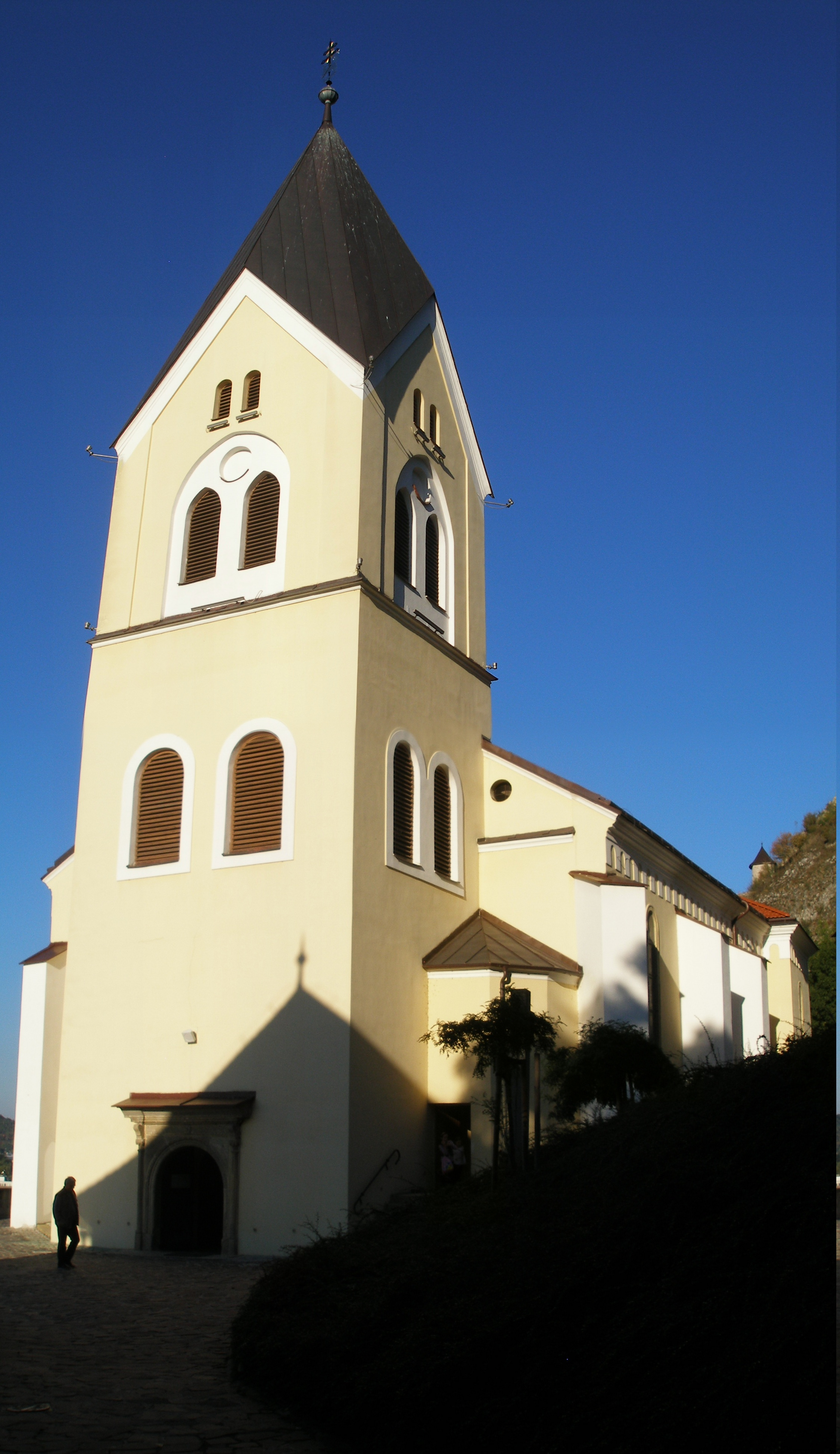
Kościół Narodzenia Marii Panny
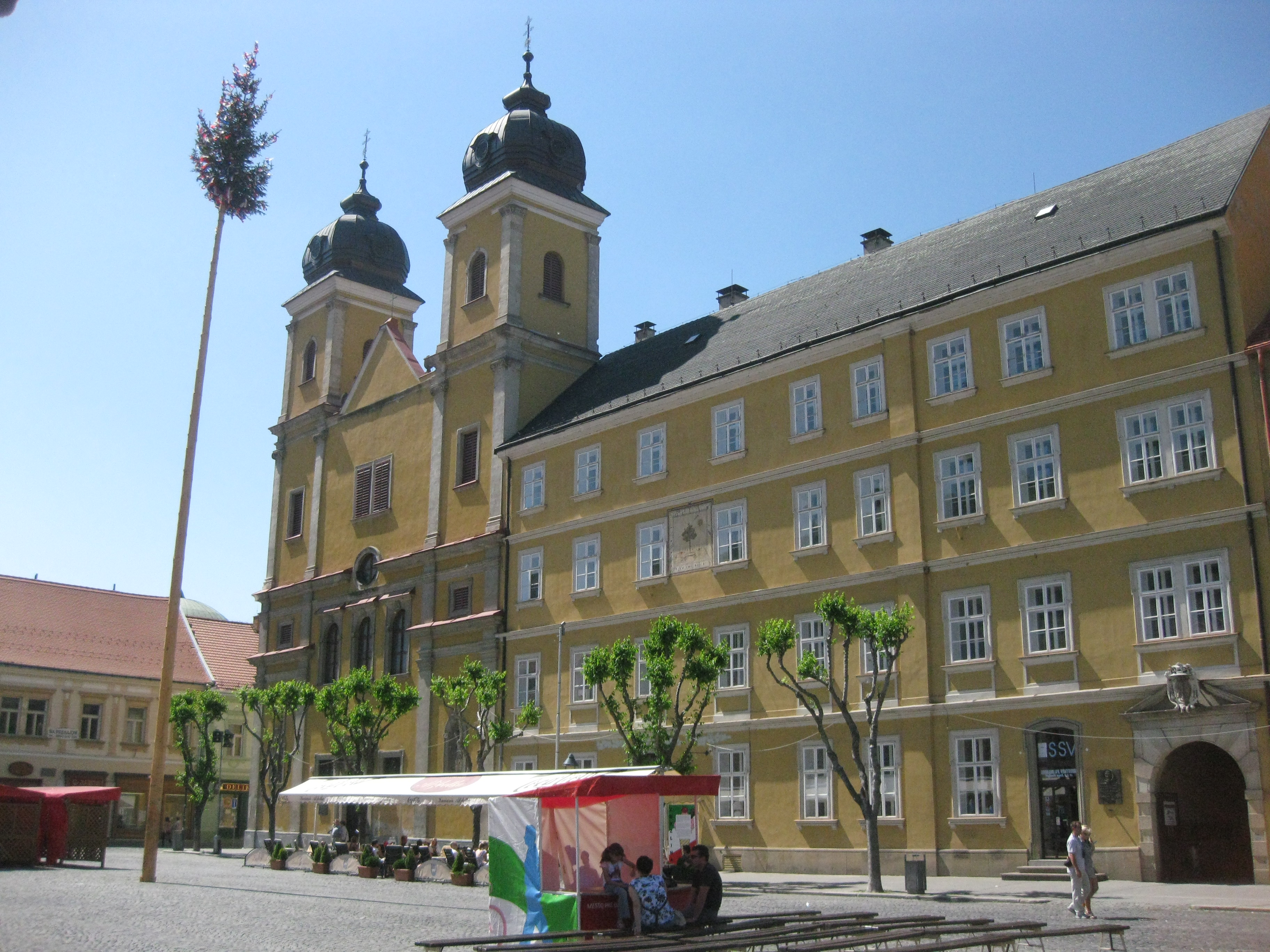
Kościół i klasztor pijarów
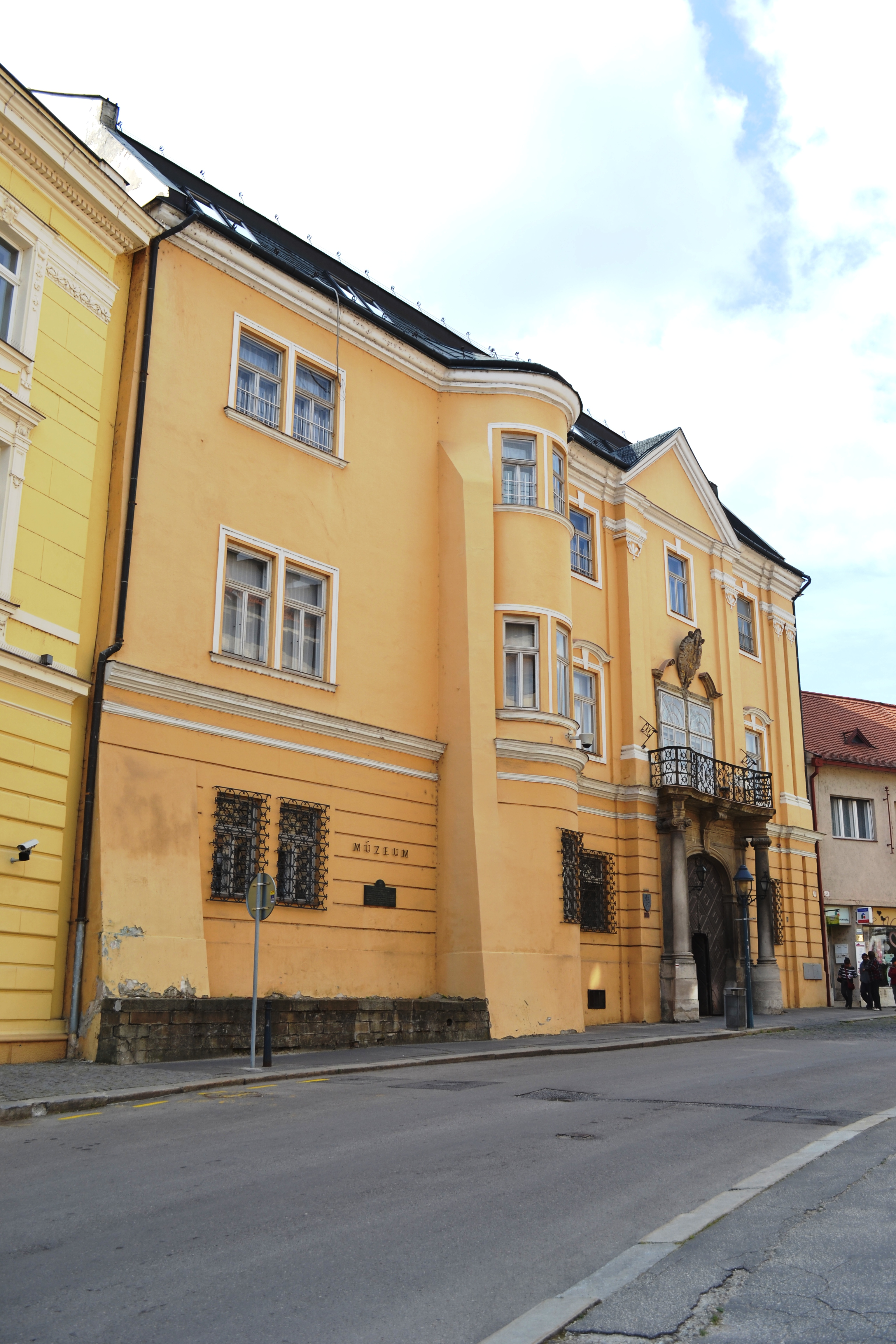
Dom żupny
Kolumna Trójcy Przenajświętszej
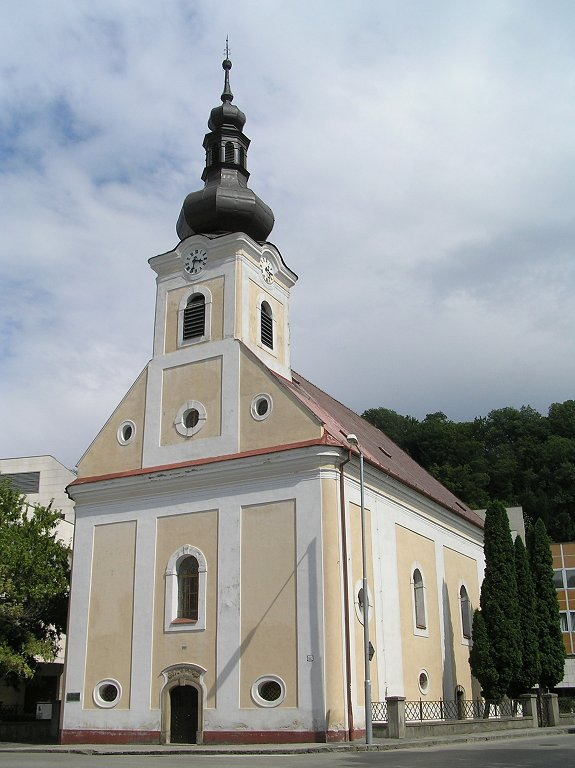
Kościół ewangelicki
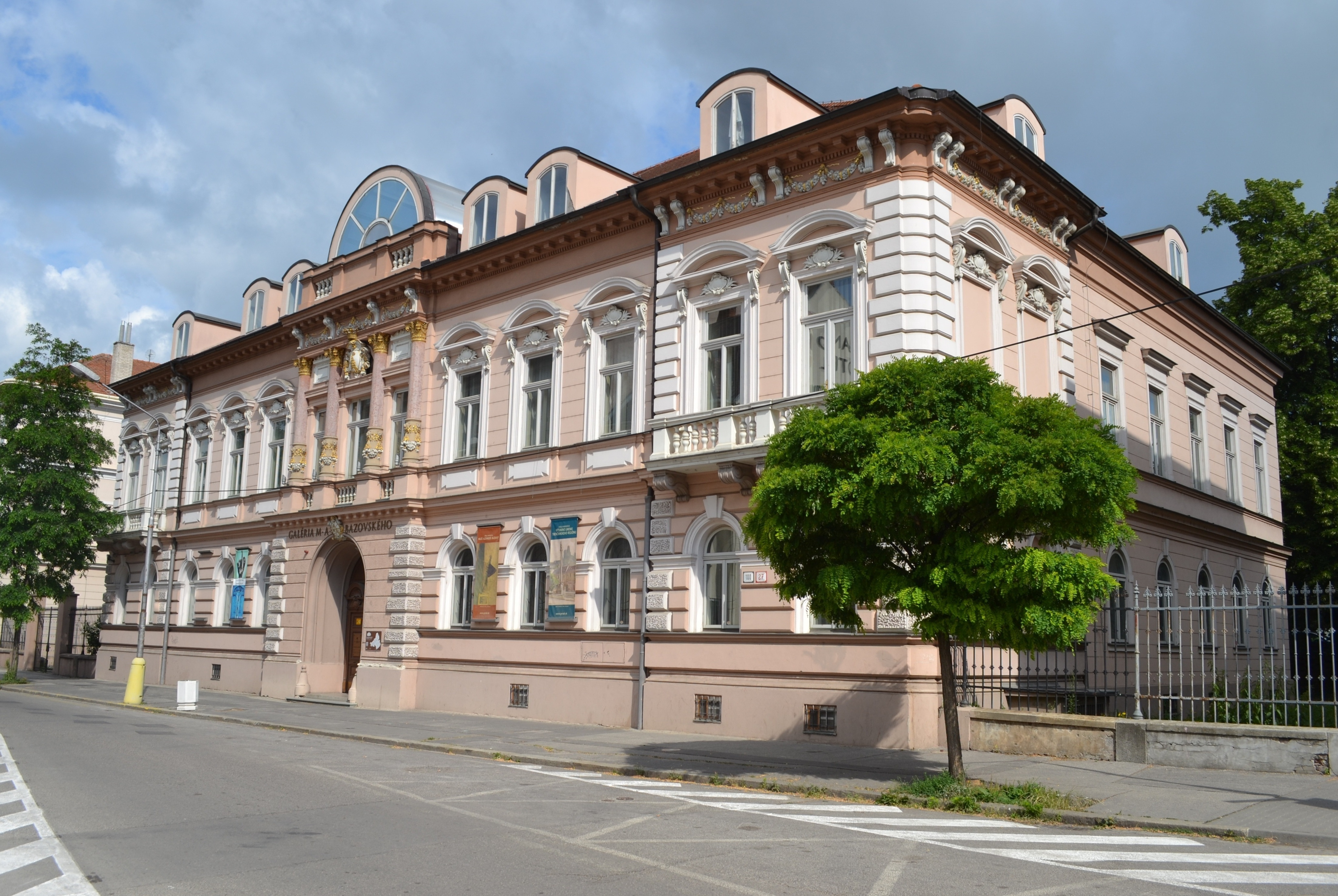
Pałac Miejski

## Edukacja

Uniwersytet Trenczyński Alexandra Dubčeka

- Uniwersytet Trenczyński Alexandra Dubčeka

## Transport
- Trenčín – stacja kolejowa
- Port lotniczy Trenczyn

## Sport

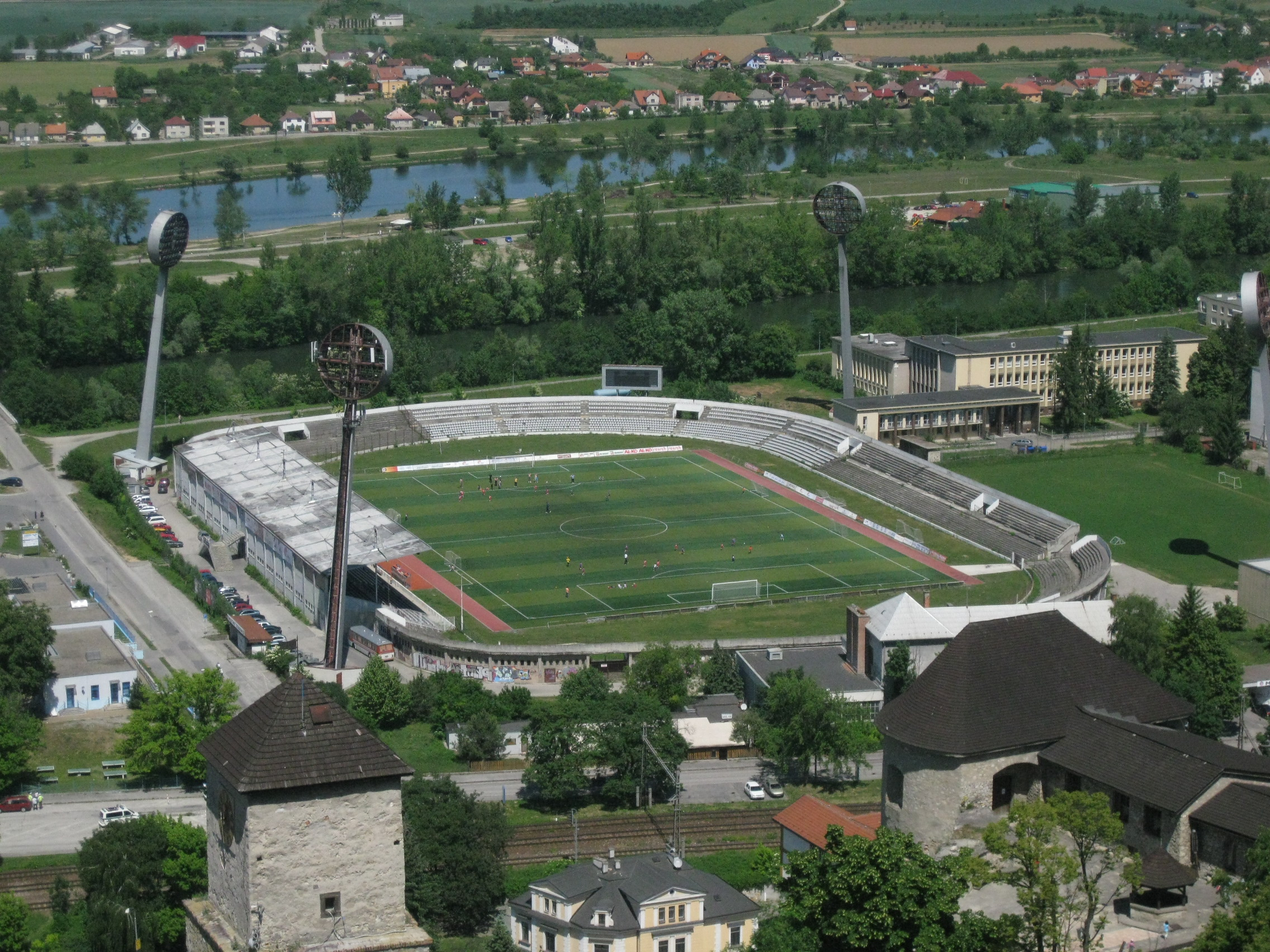
Štadión na Sihoti

- COP Trenčín – klub piłki siatkowej mężczyzn
- HK Dukla Trenczyn – klub hokejowy
- FK AS Trenčín – klub piłkarski

## Miasta partnerskie
- Francja: Cran-Gevrier
- Czechy: Uherské Hradiště, Zlin
- Polska: Tarnów
- Włochy: Casalecchio di Reno
- Węgry: Békéscsaba
- Serbia: Kragujevac